# Xylocopa bicarinata
Xylocopa bicarinata là một loài Hymenoptera trong họ Apidae. Loài này được Alfken mô tả khoa học năm 1932.